# 668527 Christophgerhard
668527 Christophgerhard este o planetă minoră (asteroid) din centura de asteroizi. A fost descoperită pe 17 ianuarie 2012 la Maidbronn observatory⁠(d) de Bernhard Häusler⁠(d) și a fost numită după Christoph Gerhard⁠(d). 
Obiectul prezintă o orbită caracterizată de o semiaxă mare de 3,0345372855014 UAi, o excentricitate de 0,056489861100598, o înclinație de 9,8073416346884 ° în raport cu ecliptica.